# Église Saint-Martin de Brunet
Pour les articles homonymes, voir Église Saint-Martin.
L'église Saint-Martin, placée sous le vocable de saint Martin, est une église située dans la commune de Brunet dans le département des Alpes-de-Haute-Provence en France, du XIXe siècle.

## Histoire
L’église paroissiale a pour patron saint Martin et la première église semble avoir été construite en tant que chapelle de prieuré par Montmajour jusqu’à ce qu’elle passe dans les mains de la cathédrale de Riez en 1204.
Elle conserve les reliques d'une sainte Christine depuis 1713[réf. obsolète].
L'ancienne église a été vendue alors qu'elle était désaffectée, et l'actuelle église a été construite au XIXe pour remplacer l'ancienne église paroissiale Saint-Martin, désaffectée et vendue à des particuliers. L'église Saint-Martin est le seul édifice religieux qui subsiste dans la commune. Elle appartient à la commune depuis la loi de 1905 et dépend du diocèse de Digne. Elle est ouverte pour les cérémonies de mariages et les obsèques.

## Architecture
Le plan de cette église romane est de forme rectangulaire, avec un chevet plat. La sacristie a été édifiée dans l'enfilade du chevet. 

## Le clocher
La cloche, datant de 1838, est logée dans un clocher-mur, au droit de la façade.